# Performance Automobile Construction Engineers
Performance Automobile Construction Engineers war ein britischer Hersteller von Automobilen.

## Unternehmensgeschichte
Robert Scott, Steve Elvy und Alec Wilson gründeten 1989 das Unternehmen in Lancaster in der Grafschaft Lancashire. Sie begannen 1990 mit der Produktion von Automobilen und Kits. Die Markennamen lauteten PACE und Maelstrom. Bob Whiteside ersetzte 1990 Robert Scott, der jedoch 1991 wieder die Kontrolle über das Unternehmen übernahm. 1992 endete die Produktion.

## Fahrzeuge

### Markenname PACE
Das einzige Modell war der Quadriga. Er ähnelte den Ferrari 308 GTB und GTS. Die Basis bildete ein Fahrgestell aus Stahl, ergänzt um den vorderen Hilfsrahmen vom Lancia Beta, der im Heck montiert war. Darauf wurde eine einteilige Karosserie aus Fiberglas montiert. Zur Wahl standen Coupé und Targa. Viele Teile stammten vom Lancia Beta. Verschiedene Vierzylinder-, V6- und V8-Motoren vom Lancia Beta, Lancia Thema, MG Maestro, Rover 800 und anderen Modellen trieben die Fahrzeuge an. Von diesem Modell entstanden etwa zwei Exemplare.
Auto Milan setzte die Produktion ab 1992 unter dem Markennamen Auto Milan fort.

### Markenname Maelstrom
Das Unternehmen übernahm 1990 ein Projekt von Maelstrom Cars und fertigte es bis 1992. Evans Hunter Sports Cars setzte die Produktion ab 1993 fort. Es handelte sich um einen offenen Zweisitzer.